# Tegels

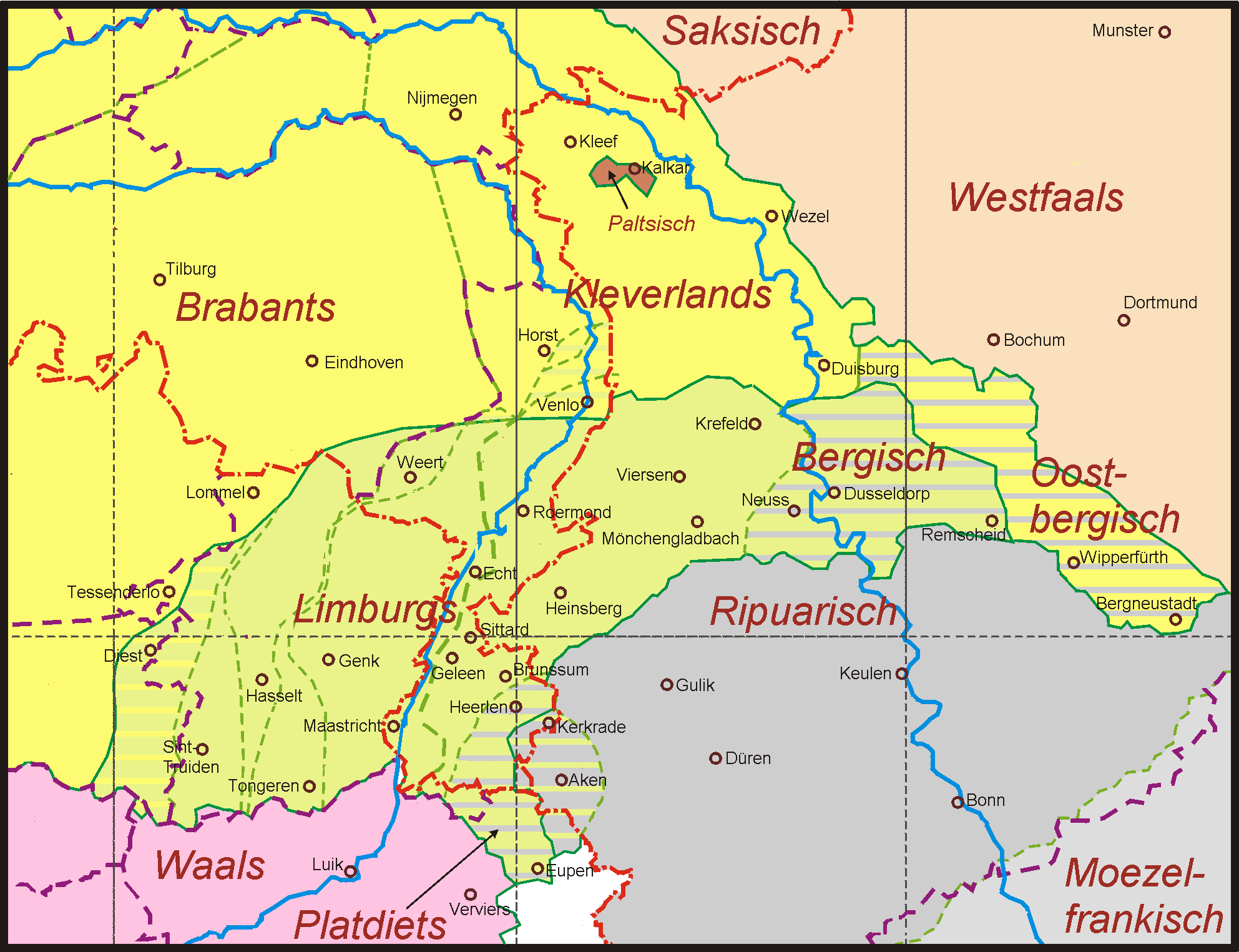
- HET LIMBURGS TAALLANDSCHAP -
Het Maas-Rijnlandse dialectcontinuüm

Het Tegels is het Limburgs dialect dat vanouds gesproken wordt in Tegelen.
Het Tegels wordt veelal beschouwd als het eerste echt Limburgse dialect aan de oostzijde van de Maas. Het Venloos wordt als stadsdialect veelal als een overgangsdialect naar de afzonderlijke subgroep Noord-Limburgs gezien. Ondanks de relatief korte afstand tot Venlo zijn de verschillen tussen het Tegels en Venloos opvallend groot, zo lopen twee belangrijke isoglossen tussen Venlo en Tegelen door; de Uerdinger linie en de Panningerlinie Zo spreekt men in Venlo van ik, ouk en straot terwijl men in Tegelen van ich, ouch en sjtraot spreekt. Dit komt doordat Tegelen bijna 500 jaar bij het graafschap en later hertogdom Gulik hoorde, terwijl Venlo Gelders was. Pas in 1817 kwam Tegelen bij Nederland, in ruil voor Herzogenrath. 

De oudst bekende tekst in het Tegels is een vertaling van de parabel van de Verloren Zoon uit 1806 (gepubliceerd in Het Limburgs onder Napoleon).

## Tegels dialectboek
In 1968 kwam het boek Tegels Dialek uit, een uitgebreide "uiteenzetting over de klankleer, spraakkunst en woordenschat van het dialekt van Tegelen", zoals de ondertitel luidt. Het boek werd samengesteld door de heren J.H. Houx, A.M. Jacobs en P.P. Lücker. Buiten zeven hoofdstukken over de spelling, woordvorming en zinsbouw bevat het boek ook:
- Een uitgebreide Tegelse woordenlijst van meer dan 60 bladzijden met Nederlandse vertaling
- Een lijst van Tegelse persoons- en plaatsnamen
- Een lijst van meer dan 400 Tegelse zegswijzen
- Een hoofdstuk over Tegelse folklore
- Verhalen, anekdoten en gedichten in het dialect

## Schrijfhulp Tegels
In 2006 werd met steun van Vereniging Veldeke het Brónsgreun bukske (vertaling: Bronsgroen boekje, een variatie op het "Groene Boekje") uitgebracht. Dit door dialectkenner Toine Ambaum samengesteld boekje bevat de spellingsregels voor het Tegels dialect en een lijst met ruim 2300 Nederlandse woorden met daarnaast hun Tegelse variant.

## Tegelse spellingstekens
Voor het Tegels gelden de onderstaande leestekens:
1 Klinkers.
- ö (öm, bön, kölse) - om, ben, knikkers/knikkeren
- è (bèd, mèt, hèk) - bed, met, hek
- ó ( zón, bón, tón) - zon, bon, ton
- ae (vaer, gaer, haer) - veer, graag, heen
- äö (wäörd, päöl, näöle) - woorden, palen, zaniken
- ao (waord, paol, zjwaor) - woord, paal, zwaar

2 Tweeklanken
- ieë (twieë, zieëm, fieës) - twee, zeem, feest
- oeë (roeëd, zoeër, zoeë) - rood, zuur, zo
- uue (zjwaegelduueske, huuere, ruueske) - lucifersdoosje, horen, roosje

Het Tegels heeft ook enkele aparte medeklinkers:
- gk (hae zingk, hae sjpringk, ligke) - hij zingt, hij springt, liggen
- sj (sjoeël, sjoon, sjmaerig) - school, schoenen, smerig
- zj ( Zjwame, zjwaor, zjwens) - Swalmen, zwaar, pak slaag

Bij de spelling worden (sinds de uitgifte van een Tegels woordenboek) de regels van de Vereniging Veldeke gebruikt. Typisch voor onder meer het Tegels is het gebruik van verlengde klanken, zoals de "oe". Zo wordt het Nederlandse woord "boek" anders uitgesproken dan het Tegelse "boek". Het Tegelse "boek" betekent "buik", maar het Tegelse woord voor "boek" is "book", ook een verlengde klank. 
Het meest opvallende verschil met een aantal andere dialecten in het Limburgse taalgebied zijn de tweeklanken met naslag, zoals in "twieë" (twee) of "roeëd" (rood). Elders in de provincie worden die klanken anders uitgesproken, bijvoorbeeld als ie en oe (in het Maastrichts) of als een zuivere ee en oo (zoals in het Roermonds of het Swalmens). De tweeklanken met naslag komen o.a. voor in de dialecten van Venlo en omgeving. Volgens de regels van Veldeke worden deze klanken als "ieë" en "oeë" genoteerd, hoewel sommige schrijvers de voorkeur lijken te hebben voor "ië" en "oë". 
De verschillen van het Tegels met de meer zuidelijke dialecten zijn over het algemeen minder groot dan met het Venloos. Enkele voorbeelden:
| Nederlands | Tegels   | Venloos                                                     |
| houden van | haje van | halde van (de Venlose vorm lijkt hier veel op het Duits)    |
| ik kan     | ich kèn  | ik kan (de Venlose vorm is hetzelfde als in het Nederlands) |
| spoeden    | sjpoje   | spoje                                                       |